# 구류십가
구류십가(九流十家)는 반고가 《한서·예문지제자약서》에서 분류한 춘추전국시대 제자백가의 대표적인 10개의 학파를 일컫는다.
- 유가 (儒家)
- 도가 (道家)
- 음양가 (陰陽家)
- 법가 (法家)
- 명가 (名家)
- 묵가 (墨家)
- 종횡가 (縱橫家)
- 잡가 (雜家)
- 농가 (農家)
- 소설가 (小說家)

「구류십가」에서 「구류」(九流)는 「삼교구류」(三教九流)의「구류」(九流)와 다르다.

## 같이 보기
- 제자백가